# Tetraophasis
Tetraophasis é um género de ave da família Phasianidae. Este género contém as seguintes espécies:
- Perdiz-faisão-de-verreaux, Tetraophasis obscurus
- Perdiz-faisão-de-szechenyi, Tetraophasis szechenyii